# Baranów (powiat lipski)
Baranów – wieś sołecka w Polsce położona w województwie mazowieckim, w powiecie lipskim, w gminie Chotcza. Obok miejscowości przepływa Strużanka, dopływ Iłżanki.
| SIMC    | Nazwa   | Rodzaj    |
| ------- | ------- | --------- |
| 0616050 | Dębina  | część wsi |
| 0616066 | Kolonia | część wsi |

Wierni kościoła rzymskokatolickiego należą do parafii Świętej Trójcy w Chotczy Dolnej.
W latach 1975–1998 miejscowość należała administracyjnie do województwa radomskiego.
W 1943 we wsi żandarmeria niemiecka z Lipska dokonała dwóch mordów. W marcu zastrzeliła dwie kobiety a w listopadzie zamordowała cztery osoby.